# 賀茂別雷命
賀茂別雷命（かもわけいかづちのみこと）は、神道の神である。

## 概要
賀茂別雷神社（上賀茂神社）の祭神であり、各地の加茂神社（賀茂神社・鴨神社）で祀られる。
古事記と日本書紀には登場しない。室町時代の『賀茂之本地』では、記紀に出てくる阿遅鉏高日子根神と同一視されている。
鎌倉末期の『山城国風土記』逸文には、賀茂別雷命について次のような記述がある。賀茂建角身命（賀茂県主氏の祖で賀茂御祖神社に祀られる）の娘の玉依姫（鴨玉依姫。同じく賀茂御祖神社に祀られる）が石川の瀬見の小川（賀茂川）で遊んでいたところ、川上から丹塗矢が流れてきた。
それを持ち帰って寝床の近くに置いたところ玉依姫は懐妊し、男の子が生まれた。これが賀茂別雷命である。賀茂別雷命が成人し、その祝宴の席で祖父の賀茂建角身命が「汝の父と思はむ人に此の酒を飮ましめよ（お前のお父さんにもこの酒をあげなさい）」と言ったところ、賀茂別雷命は屋根を突き抜け天に昇っていったので、この子の父が神であることがわかったという。丹塗矢の正体は乙訓神社の火雷神であったという。

## 俗説
なお、賀茂別雷命の出生についての話と同様の話が『古事記』（大物主神と比売多多良伊須気余理比売）や『秦氏本系帳』（阿礼乎止女と大山咋神）にもあり、特に後者の話と混同されて、「賀茂別雷命の父は松尾大社の大山咋神である」とする話も流布している。本居宣長は、『釈日本紀』、『山城風土記』 の有名な伝説に言及し、玉依姫が身籠った矢は大山咋の記述にある鳴鏑を意味しており、つまり大山咋と玉依姫は夫婦で賀茂別雷命の父であると考えた。

### 近代の日吉社と山王祭
比叡山延暦寺によって管理されていた天台神道の日吉社の社司で、明治政府の神祗事務局に権判事として勤務していた樹下茂国は、本居宣長の没後に門人の平田篤胤が大成した神道説復古神道の過激な推進者で、1868年の神仏判然令（神仏分離令）のあと神職らと日吉社の仏像や仏教に関連する文物を大量に破壊し焼き払い、日吉社七社の祭神を自分が考案したものに入れ替えている。日吉社では古くから大山咋が影向されてきたと考えられるが、玉依姫（鴨玉依姫）は祭られてこなかった。樹下茂国は本居宣長の解釈の影響から、玉依姫の和魂を日吉社の樹下宮（十禅師）の祭神に、玉依姫の荒魂を牛尾宮（八王子）の祭神とし、日吉社では大山咋と玉依姫の和魂・荒魂を祭るようになった。近代の山王祭は、大山咋と玉依姫の成婚、夫婦神が結ばれ玉依姫が孕み、御子である賀茂別雷命が誕生するという祭りとなっている。 
なお、歴史学者のジョン・ブリーンは、この近代山王祭の物語は、明治維新以前の山王祭と全く関係がないと指摘している。